# Horst Bartel (Historiker)
Horst Bartel (* 16. Januar 1928 in Cottbus; † 22. Juni 1984 in Berlin) war ein deutscher Historiker und Hochschullehrer in der DDR. Er war an den meisten zentralen Projekten der DDR-Geschichtswissenschaft beteiligt. Seine Arbeiten zur Geschichte der deutschen Arbeiterbewegung im 19. Jahrhundert stehen in der Tradition der marxistisch-leninistischen Geschichtsauffassung.

## Leben
Der Sohn eines Straßenbauers und einer Arbeiterin besuchte nach der Volksschule ab 1942 eine Lehrerbildungsanstalt in Orlau in Oberschlesien, verließ diese aber 1944 ohne Abschluss. 1943 war Bartel in die Hitlerjugend eingetreten und wurde noch im selben Jahr zum Reichsarbeitsdienst eingezogen. Im Mai 1945 geriet er in amerikanische Kriegsgefangenschaft und war bis September in Heilbronn und Linz interniert.
Von September 1945 bis 1946 arbeitete Bartel als Bote in einem Cottbuser Krankenhaus. Im April 1946 trat er in die SED ein und absolvierte im selben Jahr einen Neulehrerausbildungskurs. Er begann an einer Grundschule in Peitz als Neulehrer zu unterrichten, nahm aber 1946 noch ein Studium der Geschichte, Germanistik und Pädagogik an der Humboldt-Universität zu Berlin auf.
1949 wurde Bartel Lehrer und Internatsleiter in Wandlitz. Von Juli bis September 1950 nahm er an einem Lehrgang an der Landesparteischule der SED auf Gut Schmerwitz teil und wurde 1951 zum Stadtschulrat in Potsdam ernannt. Im selben Jahr erhielt er eine planmäßige wissenschaftliche Aspirantur am Institut für Gesellschaftswissenschaften beim Zentralkomitee der SED (IfG) und wurde im Februar 1956 mit einer Studie über die Tätigkeit von Karl Marx und Friedrich Engels für die Zeitung Der Sozialdemokrat während der Zeit des Sozialistengesetzes promoviert.
Von 1956 bis 1960 war Bartel Dozent und Leiter der Lehrabteilung am IFG beim ZK der SED. 1960 wurde er durch die Fürsprache Ernst Engelbergs, der zugleich den Direktorenposten übernahm, und gegen den Widerspruch etwa Jürgen Kuczynskis zum stellvertretenden Direktor des Instituts für Geschichte an der Deutschen Akademie der Wissenschaften zu Berlin ernannt. Ab 1966 war Bartel zugleich im Nebenamt Professor mit Lehrauftrag für die Geschichte der deutschen Arbeiterbewegung am Lehrstuhl für die Geschichte der Arbeiterbewegung des IfG.
Bartel gehörte von 1956 bis 1959 dem Redaktionskollegium der Zeitschrift für Geschichtswissenschaft und ab 1959 bis zu seinem Tod dem Redaktionskollegium der Zeitschrift Beiträge zur Geschichte der deutschen Arbeiterbewegung. Von 1967 bis 1973 gab Bartel das Jahrbuch für Geschichte heraus. Anschließend gehörte er bis 1984 dem Redaktionskollegium an. Er war beteiligt an der achtbändigen Geschichte der deutschen Arbeiterbewegung und habilitierte sich 1969 mit der Studie Beiträge zur Geschichte der Durchsetzung des Marxismus in der deutschen Arbeiterbewegung im letzten Drittel des 19. Jahrhunderts. Im selben Jahr wurde er gegen Einwände Kuczynskis und anderer als Nachfolger Engelbergs Direktor des Zentralinstituts für Geschichte der Akademie der Wissenschaften der DDR. In dieser Funktion blieb Bartel bis zu seinem Tod 1984.
Das Ministerium für Staatssicherheit führte Bartel als Gesellschaftlicher Mitarbeiter Sicherheit. Zugleich amtierte er als stellvertretender Vorsitzender des Rates für Geschichtswissenschaft. Ab 1969 war er zudem korrespondierendes und ab 1972 ordentliches Mitglied der Akademie der Wissenschaften der DDR. Ab 1975 war Bartel zusätzlich Vorsitzender der DDR-Sektion der deutsch-sowjetischen Historikerkommission. In dieser Funktion hielt er sich 1977 zu einem Studienaufenthalt in Moskau auf und wurde 1982 auswärtiges Mitglied der Akademie der Wissenschaften der UdSSR. Ab 1982 war er außerordentlicher Professor an der Humboldt-Universität Berlin.
Horst Bartel gilt als Teil einer zunächst kleinen Minderheit überzeugter Kommunisten, die nach dem Kriegsende nicht nur am Aufbau der Historischen Seminare und Institute mitwirkte, sondern auch die ideologische Umgestaltung der Geschichtswissenschaft nach den Vorgaben der SED mittrug. Lothar Mertens attestiert Bartel dabei, ähnlich wie Walter Bartel, Karl Bittel, Rudolf Lindau und Albert Schreiner nicht die nötige fachwissenschaftliche Kompetenz besessen zu haben. Sogar parteiintern seien die Genannten deshalb als reine Propagandisten angesehen worden.

## Ehrungen
- 1966 Nationalpreis der DDR I. Klasse für Wissenschaft und Technik
- 1979 Vaterländischer Verdienstorden in Silber

## Schriften (Auswahl)

### Monografien und Aufsätze
- Friedrich Engels’ Kampf für die Schaffung einer marxistischen Arbeiterpartei in Deutschland. Engels-Konferenz Berlin 1955. Dietz, Berlin 1956.
- Die richtungsweisende Hilfe von Karl Marx und Friedrich Engels für die Zeitung „Der Sozialdemokrat“ im Kampf um die revolutionäre Einheit der Partei in der Periode des Sozialistengesetzes. Dissertation, Institut für Gesellschaftswissenschaften beim ZK der SED, Berlin 1956.
- Marx und Engels im Kampf um ein revolutionäres deutsches Parteiorgan. Zu einigen Problemen der Hilfe von Karl Marx und Friedrich Engels für den Kampf des „Sozialdemokrat“ gegen das Sozialistengesetz. Dietz, Berlin 1961 (Inhaltsverzeichnis).
- im Autorenkollektiv: August Bebel. Eine Biographie. Dietz, Berlin 1963.
- August Bebel – ein Leben für den Kampf um den Sozialismus. In: Einheit. Jg. 8, 1963, S. 105 ff.
- Die Durchsetzung des Marxismus in der deutschen Arbeiterbewegung im letzten Drittel des 19. Jahrhunderts. Probleme der zweiten Hauptperiode der Geschichte der deutschen Arbeiterbewegung. In: Zeitschrift für Geschichtswissenschaft. Bd. 14, 1966, S. 1334–1371.
- Der interne Juni-Entwurf zum Erfurter Programm. In:  International Review of Social History. Hrsg. vom Internationaal Instituut voor Sociale Geschiedenis. Bd. 12, 1967, S. 292–302, ISSN 0020-8590.
- Arbeiterbewegung und Reichsgründung. Akademie, Berlin 1971.
- Karl Kautsky. Sein Anteil an der Entstehung und Propagierung des Erfurter Programms. In: Gustav Seeber: Gestalten der Bismarckzeit. Bd. 1. Akademie, Berlin 1978, S. 426–453.
- mit Wolfgang Schröder und Gustav Seeber: Das Sozialistengesetz 1878–1890. Illustrierte Geschichte des Kampfes der Arbeiterklasse gegen das Ausnahmegesetz. Dietz, Berlin 1980.
- mit Dieter Fricke und Peter Bachmann: Wörterbuch der Geschichte. Dietz, Berlin 1983.

### Herausgeber
- Deutsche Geschichte in Daten. Deutscher Verlag der Wissenschaften, Berlin 1967.
- Sachwörterbuch der Geschichte Deutschlands und der deutschen Arbeiterbewegung. 2 Bde. Dietz, Berlin 1969–1970.
- Geschichte. Lehrbuch der Oberschule. Volk und Wissen, Berlin 1969.
- Marxismus und deutsche Arbeiterbewegung. Studien zur sozialistischen Bewegung im letzten Drittel des 19. Jahrhunderts. Dietz, Berlin 1970.
- Arbeiterbewegung und Reichsgründung. Akademie, Berlin 1971.
- mit Ernst Engelberg: Die großpreußisch-militaristische Reichsgründung 1871. Voraussetzungen und Folgen. 2 Bde., Akademie, Berlin 1971.
- Deutsche Geschichte in 12 Bänden, Deutscher Verlag der Wissenschaften, Berlin 1982ff, tatsächlich erschienen sind bis 1989 nur 5 Bände.

### Teilnachlass
- Archiv der Berlin-Brandenburgischen Akademie der Wissenschaften Berlin